# Günther Reinders
Günther Reinders (* 22. September 1944; † 23. Juli 2014) war ein deutscher Fußballspieler.
Reinders begann 1965/66 seine höherklassige Karriere beim Wuppertaler SV in der Regionalliga West. Trainer Alfred Preißler brachte den bisherigen Amateurfußballer des SV Lüntenbeck zu sechs Einsätzen in seinem Debütjahr in der Regionalliga. Erstmals kam er am 6. Februar 1966 beim 3:1-Heimsieg gegen Schwarz-Weiß Essen neben den Mitspielern Günter Augustat, Emil Meisen und Manfred Reichert zum Einsatz. Über die Stationen FC Villingen 08 – in drei Spielzeiten absolvierte er in Villingen an der Seite von Karl Armbrust, Klaus Bockisch und Gerd Klier 62 Spiele mit fünf Toren – und FK Pirmasens, beide ebenfalls Regionalligisten, wechselte er 1970 in die Bundesliga zum 1. FC Kaiserslautern. Mit dem FKP war Reinders 1969/70 als Vizemeister des Südwestens im Sommer 1970 in der Aufstiegsrunde gegen die Konkurrenten Kickers Offenbach, VfL Bochum, Hertha Zehlendorf und den VfL Wolfsburg gescheitert.
Sein erstes Bundesligaspiel bestritt er am 22. August 1970 gegen Borussia Dortmund. Er wurde sofort zum wichtigen Spieler und in seiner ersten Saison 28 Mal eingesetzt. Sein erstes Bundesligator erzielte er am 8. Spieltag der Saison beim 3:0-Sieg über Arminia Bielefeld. Auch im DFB-Pokal kam er zum Einsatz. Im Achtelfinale mussten sich die Roten Teufel jedoch dem FC Bayern München geschlagen geben.
In seiner zweiten und dritten Saison lief es ähnlich gut. 1971/72 erreichte Reinders mit Kaiserslautern das DFB-Pokal-Finale, das jedoch gegen den FC Schalke 04 verloren wurde. Er wurde in allen Spielen eingesetzt. In der nachfolgenden Saison spielte er fünfmal im UEFA-Pokal, im Achtelfinale agierte er unglücklich, als er das 2:0 für den FC Ararat Eriwan selbst erzielte. Dennoch erreichte Lautern die nächste Runde. Wegen seiner robusten Spielweise wurde er schnell zum Publikumsliebling auf dem Betzenberg. Lief es einmal nicht so gut, so skandierten die Fans oft seinen Spitznamen „Dri-Dra-Dracula“ von den Rängen, woraufhin er manchmal eingewechselt wurde. Seine erste Aktion im Spiel war dann des Öfteren eine Grätsche in den Gegner.
Früh in der Runde 1973/74 wechselte Reinders zurück in die Regionalliga zum FC 08 Homburg, mit dem er ab 1974 zwei Jahre in der neuen Liga, der 2. Bundesliga spielte.
Insgesamt wurde Reinders in 78 Bundesligaspielen (2 Tore), 25 Zweitligapartien, 14 DFB-Pokal- und fünf UEFA-Pokal-Spielen eingesetzt.